# Boone County (Missouri)
Das Boone County ist ein County im US-amerikanischen Bundesstaat Missouri. Im Jahr 2020 hatte das County 183.610 Einwohner und eine Bevölkerungsdichte von 103,4 Einwohnern pro Quadratkilometer. Der Verwaltungssitz (County Seat) ist Columbia, in dem mehrere namhafte Kaffee-Unternehmen ansässig sind.

## Geografie
Das County liegt am linken Ufer des Missouri River etwas nördlich des geografischen Zentrums des Staates Missouri. Es hat eine Fläche von 1790 Quadratkilometern, wovon 15 Quadratkilometer Wasserfläche sind. An das Boone County grenzen folgende Nachbarcountys:
| Howard County   | Randolph County | Audrain County  |
| Cooper County   |                 | Callaway County |
| Moniteau County | Cole County     |                 |

## Geschichte

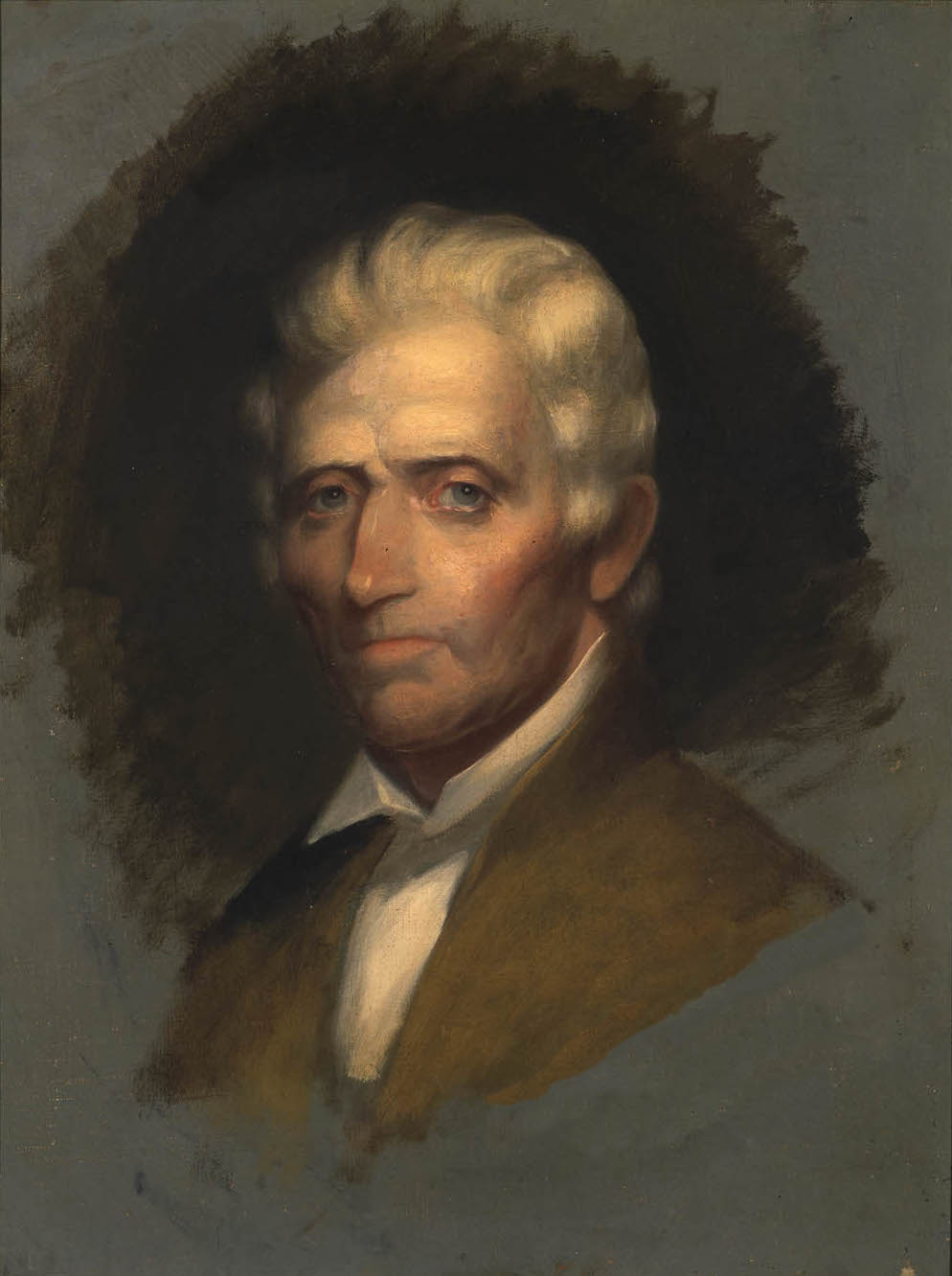
Daniel Boone

Das Boone County wurde am 16. November 1820 aus Teilen des Howard County gebildet. Benannt wurde es nach Daniel Boone, einem US-amerikanischen Pionier und Grenzer, der den so genannten Wilderness Trail erschloss und die Stadt Boonesborough in Kentucky gründete.

Ein Ort hat den Status einer National Historic Landmark, das Sanborn Field. 51 Bauwerke und Stätten des Countys sind insgesamt im National Register of Historic Places eingetragen (Stand 5. Februar 2018).

## Demografische Daten
Nach der Volkszählung im Jahr 2010 lebten im Boone County 162.642 Menschen in 63.622 Haushalten. Die Bevölkerungsdichte betrug 91,6 Einwohner pro Quadratkilometer. In den 63.622 Haushalten lebten statistisch je 2,25 Personen.
Ethnisch betrachtet setzte sich die Bevölkerung zusammen aus 82,8 Prozent Weißen, 9,3 Prozent Afroamerikanern, 0,4 Prozent amerikanischen Ureinwohnern, 3,8 Prozent Asiaten sowie aus anderen ethnischen Gruppen; 2,8 Prozent stammten von zwei oder mehr Ethnien ab. Unabhängig von der ethnischen Zugehörigkeit waren 3,0 Prozent der Bevölkerung spanischer oder lateinamerikanischer Abstammung.
21,1 Prozent der Bevölkerung waren unter 18 Jahre alt, 69,6 Prozent waren zwischen 18 und 64 und 9,3 Prozent waren 65 Jahre oder älter. 51,5 Prozent der Bevölkerung war weiblich.

Das jährliche Durchschnittseinkommen eines Haushalts lag bei 46.439 USD. Das Prokopfeinkommen betrug 24.843 USD. 17,8 Prozent der Einwohner lebten unterhalb der Armutsgrenze.

## Ortschaften im Boone County
| Citys - Ashland - Centralia1 - Columbia | - Hallsville - Rocheport - Sturgeon | Villages - Harrisburg - Hartsburg - Huntsdale | - McBaine - Pierpont |

Unincorporated Communities
| - Browns - Claysville - Deer Park - Easley - Elkhurst - Englewood | - Furner - Harg - Hinton - Midway - Minnie - Murry | - Oldham - Prathersville - Providence - Riggs - Rucker - Sapp | - Shaw - Stephens - Switzler - Wilton - Woodlandville |

1 – teilweise im Audrain County

## Gliederung
Das Boone County ist in zehn Townships eingeteilt:
| Township              | Einwohner (2020) | FIPS     |
| --------------------- | ---------------- | -------- |
| Bourbon Township      | 2867             | 29-07498 |
| Cedar Township        | 5213             | 29-12142 |
| Centralia Township    | 5458             | 29-12916 |
| Columbia Township     | 72.988           | 29-15688 |
| Katy Township         | 4152             | 29-38045 |
| Missouri Township     | 62.147           | 29-48944 |
| Perche Township       | 4095             | 29-57026 |
| Rock Bridge Township  | 11.527           | 29-62592 |
| Rocky Fork Township   | 9322             | 29-62840 |
| Three Creeks Township | 5841             | 29-73129 |

Quelle: Volkszählung 2020